# Ženijní můstek (Řasnice)
Ženijní můstek na říčce Řasnici v blízkosti zaniklé osady Dolní Cazov v okrese Prachatice (Jihočeský kraj) byl postaven americkou armádou a 26. dubna 1945 po něm projely americké tanky na československé území.

## Historie
V dubnu 1945 americká armáda měla překročit československou státní státní hranici z Bavorska přes Kunžvartský průsmyk směrem na Strážný a dále přes horní tok Vltavy na Vimperk. Na místo přechodu přes říčku Řasnici byly vyslány bojové jednotky 5. US pěší divize. Ty byly následně vystřídány ženisty, kteří postavili ženijní most pro přesun amerických tanků. Po překonání říčky vedla silnice do Dolního Cazova vzdáleného asi 300 m od státní hranice. Do obce Strážný přijel první tank 1. května 1945.

## Popis
Ženijní most přes říčku Řasnici tvoří čtyři díly mostovky typu M2-Treadwey. Jsou to dvě kovové lávky asi tři metry dlouhé a půl metru široké.